# حصارحسن بیک
حصارحسن بیک روستایی از توابع بخش جوادآباد شهرستان ورامین در استان تهران ایران است. در فرهنگ جغرافیایی ایران:«  حصارحسن بک . [ح ِ ح َ س َ ب َ] (اِخ) قصبه‌ای جزء دهستان بهنام عرب بخش ورامین شهرستان تهران. واقع در هیجده هزارگزی جنوب خاور ورامین. سردسیر. دارای ۱۰۱۹ تن سکنه می‌باشد. فارسی زبانند.  محصولات آنجا صیفی، چغندر قند، باغات میوه. اهالی به کشاورزی، قالیچه بافی گذران می‌کنند. راه اصلی آن از جوادآباد به ورامین است.

## جمعیت
این روستا در دهستان بهنام عرب جنوبی قرار دارد و براساس سرشماری مرکز آمار ایران در سال ۱۳۸۵، جمعیت آن ۱٬۰۱۹ نفر (۲۶۲خانوار) بوده‌است.

## وجه تسمیه
نام این روستا از نام محمد حسن خان بنی عامری در سیصد سال پیش که در زمان خودش معروف به حسن بیگ بوده گرفته شده‌است و روستاهای مبارکیه، دوازده امام و حصارحسن بیگ را او ساخته شده‌اند. این روستا سه کاروانسرای بزرگ دارد که همگی در فهرست میراث فرهنگی به ثبت رسیده اند از جمله کاروانسرای سید زین العابدین که موقوفه است. حصار حسن بیک از روستاهای آباد ورامین است  و در کنار مسیل فصلی رود جاجرود قرار دارد. البته رودخانه این روستا که در ۴۰ سال پیش ماهی هم داشت اما امروزه به دلیل احداث سد ماملو خشک شده‌است. طالبی و گرمک این روستا زبانزد است. این روستا در حاشیه دشت کویر و پارک ملی کویر قرار دارد و گویش مردم این روستا به گویش اهالی نایین نزدیک است چون بیشتر مردم این روستا از مهاجران شهرها و روستاهای حاشیه دشت کویر از استان اصفهان هستند به‌خصوص زواره، اردستان، کاشان، نطنز، بادرود، نایین و یزد.

## صنایع دستی

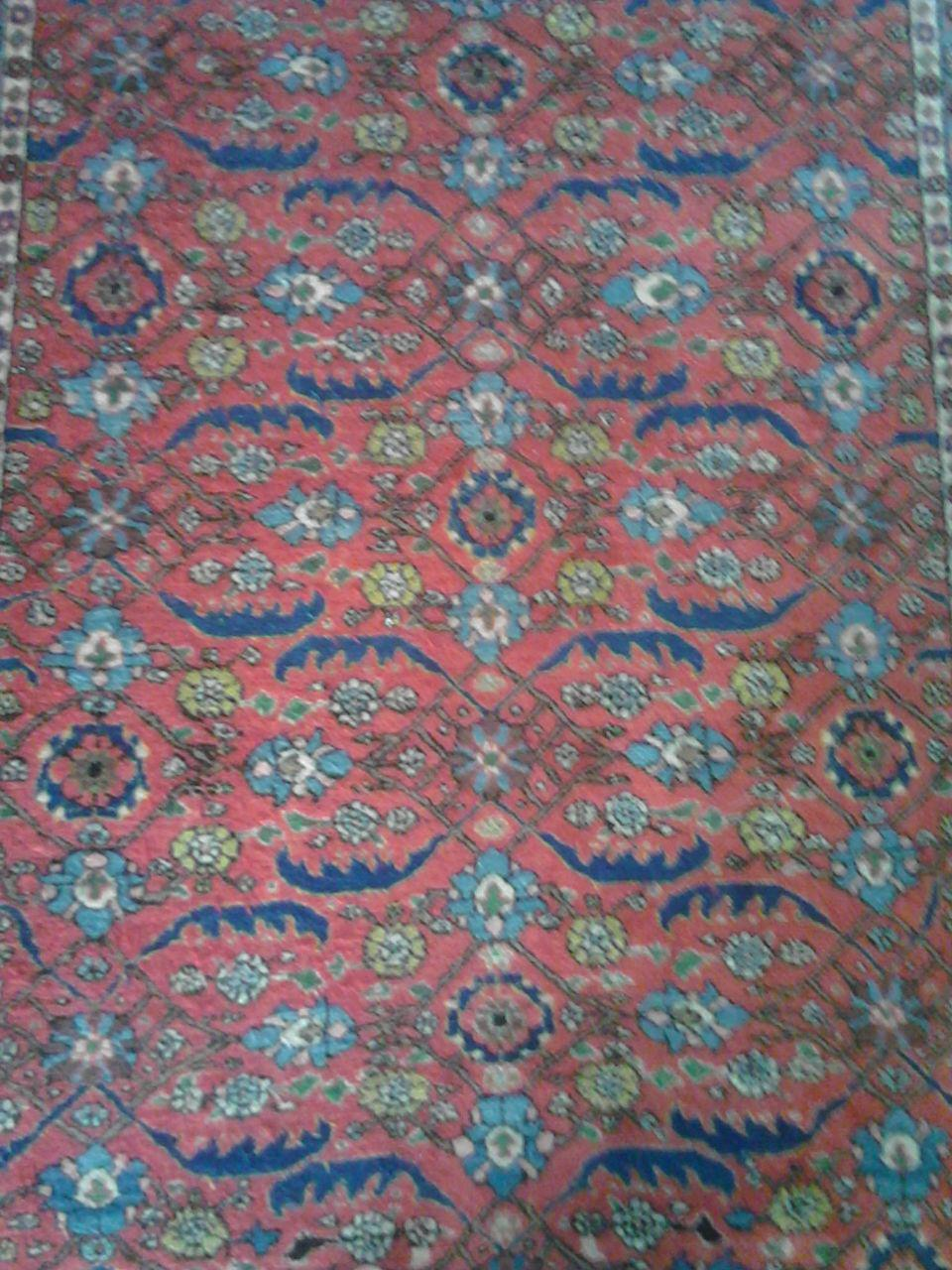
فرش دستباف طرح دارُخلی، بافنده: معصومه هرندی

این روستا از مراکز بافت فرش ورامین است.